# صدر برميلي

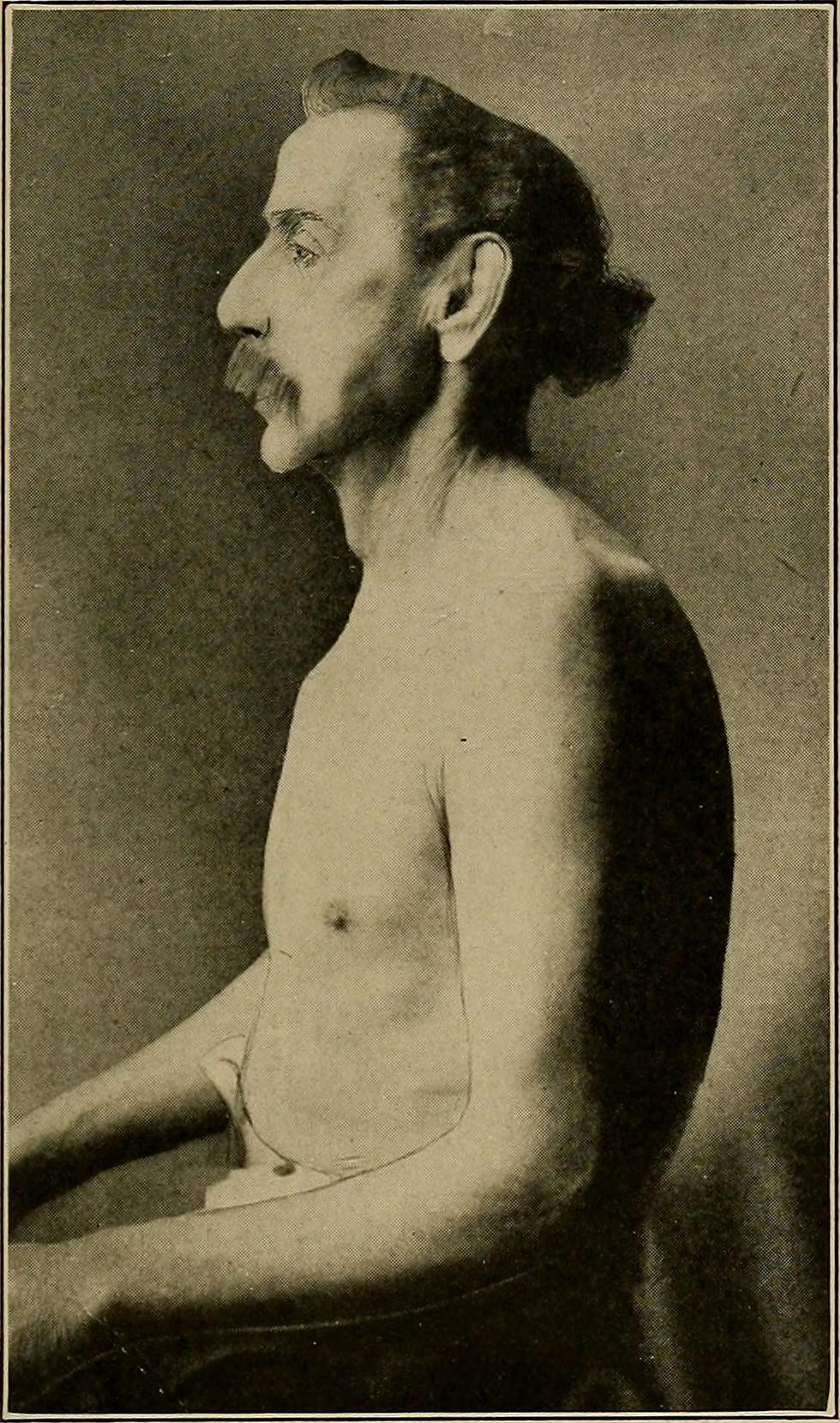

الصدر البرميلي، يشير عموماً إلى صدر الرجل العميق، فإذا وصف الرجل بـ «ذي صدر برميلي» فهذا يعني أن قفصه الصدري كبير بطبيعة الحال، وجذع مستدير جداً وسعة الرئتين كبيرة، ويمكن حينها أن تكون قوة الجزء العلوي من الجسم كبيرة. قد يكون ذلك علامة على ضخامة الأطراف (متلازمة ناتجة عن زيادة في هرمون النمو البشري في الجسم). ويرتبط هذا غالباً بالفُصال العظمي، كلما تقدم الإنسان في العمر. إذ يمكن أن يسبب التهاب المفاصل تيبّساً في الصدر فتصبح الأضلاع ثابتة في وضعها الأكثر اتساعاً، معطية مظهر الصدر البرميلي 
يشير الصدر البرميلي أيضاً إلى زيادة في قطر جدار الصدر الأمامي الخلفي بصورة مشابهة لشكل البرميل، ويرتبط هذا عادة بمرض داء الانسداد الرئوي المزمن. هناك نوعان من الأسباب الرئيسية لهذه الظائرة في انتقاخ الرئة:
1. زيادة امتثال الرئتين يؤدي إلى تراكم جيوب الهواء داخل التجويف الصدري.
2. زيادة امتثال الرئتين يزيد من الضغط داخل الصدر، وهذه الزيادة تسمح لجدار الصدر بالتوسع للخارج طبيعياً.[2]